# Tipula (Acutipula) zambeziensis
Tipula (Acutipula) zambeziensis is een tweevleugelige uit de familie langpootmuggen (Tipulidae). De soort komt voor in het Afrotropisch gebied.